# District de Balrampur
Le district de Balrampur (en hindi : बलरामपुर जिला) est une division administrative de la division de Devipatan dans l'État de l'Uttar Pradesh, en Inde.

## Géographie
Le centre administratif du district est Balrampur. 
La superficie du district est de 3 349 km2 et la population était en 2011 de 2 148 665 habitants.
Le taux d'alphabétisation est de 51,76%.